# Marleyda Soto
Pour les articles homonymes, voir Soto.
Marleyda Soto Ríos, née le 19 février 1977, est une actrice colombienne.

## Biographie
Marleyda Soto étudie l'Art dramatique à l'Université del Valle à Cali. Elle a fait ses débuts au cinéma en 2007 en jouant dans le film colombo-allemand Dr. Alemán (es) aux côtés de l'acteur August Diehl,. Un an plus tard, elle est apparait dans le film Perro come perro (es) de Carlos Moreno Herrera.
Elle commence la décennie 2010 en participant au long métrage Amores peligrosos (es) d'Antonio Dorado Zúñiga et en 2015 elle tient le rôle principal dans le film La Terre et l'Ombre de César Augusto Acevedo, récompensé par la Caméra d'or au Festival de Cannes 2015. Un an plus tard, elle a obtenu un autre rôle principal dans le film de Felipe Guerrero Oscuro animal (es), remportant le prix de la meilleure actrice au Festival international du film de Guadalajara,.
Sa plus récente apparition au cinéma a eu lieu en 2019 dans Los silencios (es), un film de la réalisatrice brésilienne Beatriz Seigner. Pour jouer le rôle d'Amparo dans cette production, Marleyda a dû suivre un régime strict qui l'a amenée à prendre 20 kilos.
Lors de la douzième édition du Habana Film Festival, elle a de nouveau remporté le prix de la meilleure actrice.

### Enseignement
En 2015, Soto est enseignante en Éducation artistique à la Fundación Universitaria Católica Lumen Gentium, invitée par l'artiste plasticien Alexander Buzzy,.

## Filmographie partielle

### Au cinéma
- 2008 : Perro come perro (es) : la veuve de Medina
- 2008 : Dr. Alemán (es) : Wanda
- 2013 : Amores peligrosos
- 2015 : La Terre et l'Ombre (La tierra y la sombra) : Esperanza
- 2016 : Oscuro animal (es) : Rocío
- 2018 : Los silencios (es) : Amparo
- 2020 :  Senescencia  (court métrage)
- 2021 :  La Sombra de Tu Sonrisa  (court métrage)
- 2022 : L'Eden (La jauría)

### À la télévision
- 2023 :  Cienaga Oscura : Carmiña (mini-série télévisée, 3 épisodes)
- 2024 : Cent Ans de solitude (Cien años de soledad) : Úrsula Iguarán adulte (série télévisée, 6 épisodes)[8]
- 2024 :  Nosotros Los Caídos : Rebeca (mini-série télévisée)
- Pssica : Mariangel (mini-série télévisée, en cours de production)

## Récompenses et distinctions
- Marleyda Soto : Récompenses, sur l'Internet Movie Database